# Mistrovství světa v karate
Mistrovství světa v karate je turnaj v karate, organizovaný Světovou federací karate (World Karate Federation) (WKF). První turnaj se uskutečnil v roce 1970 a koná se každý sudý rok. Od roku 1984 je umožněno soutěžit i ženám.

## Přehled světových šampionátů
| Poř. | Rok     | Město            | Země                    |
| ---- | ------- | ---------------- | ----------------------- |
| 1.   | MS 1970 | Tokio            | Japonsko                |
| 2.   | MS 1972 | Paříž            | Francie                 |
| 3.   | MS 1975 | Long Beach       | USA                     |
| 4.   | MS 1977 | Tokio            | Japonsko                |
| 5.   | MS 1980 | Madrid           | Španělsko               |
| 6.   | MS 1982 | Tchaj-pej        | Tchaj-wan               |
| 7.   | MS 1984 | Maastricht       | Nizozemsko              |
| 8.   | MS 1986 | Sydney           | Austrálie               |
| 9.   | MS 1988 | Káhira           | Egypt                   |
| 10.  | MS 1990 | Ciudad de México | Mexiko                  |
| 11.  | MS 1992 | Granada          | Španělsko               |
| 12.  | MS 1994 | Kota Kinabalu    | Malajsie                |
| 13.  | MS 1996 | Sun City         | Jižní Afrika            |
| 14.  | MS 1998 | Rio de Janeiro   | Brazílie                |
| 14.  | MS 2000 | Mnichov          | Německo                 |
| 15.  | MS 2002 | Madrid           | Španělsko               |
| 16.  | MS 2004 | Monterrey        | Mexiko                  |
| 17.  | MS 2006 | Tampere          | Finsko                  |
| 18.  | MS 2008 | Tokio            | Japonsko                |
| 19.  | MS 2010 | Bělehrad         | Srbsko                  |
| 20.  | MS 2012 | Paříž            | Francie                 |
| 21.  | MS 2014 | Brémy            | Německo                 |
| 22.  | MS 2016 | Linec            | Rakousko                |
| 23.  | MS 2018 | Madrid           | Španělsko               |
| 24.  | MS 2020 | Dubaj            | Spojené arabské emiráty |
| 25.  | MS 2022 | Budapešť         | Maďarsko                |